# 城堡岩 (電視劇)
《城堡岩》（英語：Castle Rock）是一部心理學恐懼類型的網絡電視劇集。故事改編自史蒂芬·金創作的一系列小說，通過虛構的小鎮城堡岩將人物和情節串聯起來。本劇由製片人J·J·亞伯拉罕和編劇斯蒂芬·金攜手打造，於2018年7月25日在Hulu首播。2018年8月14日，Hulu確定預訂本劇第二季，於2019年10月23日開播。2020年11月，Hulu宣佈取消製作第三季。

## 故事背景
《城堡岩》以史蒂芬·金的一系列小說中虛構世界和人物為背景，在緬因州方圓數英里的森林小鎮上編織出一段關於黑暗和光明的史詩傳奇。

## 演員與角色

### 主要角色

#### 第一季
- 安德烈·荷蘭 飾演 亨利·迪佛（Henry Deaver）

卡萊爾·哈里斯 飾演 幼年亨利·迪佛
一名死刑律師。因為是父親被害案件的唯一嫌犯——雖然他對此沒有任何記憶——致使他無法回到家鄉小鎮。其失蹤11天的真相是他意外進入平行世界，在平行世界的亨利與莫莉的幫助下回到原本的世界並被潘格彭尋獲。在對「少年」不信任之下把他重新關入鯊堡監獄，一年後與溫德爾定居於城堡岩。
- 比爾·史柯斯嘉 飾演 鯊堡監獄囚犯／「少年」／亨利·迪佛（Shawshank Prisoner / "The Kid" / Henry Deaver）

在30年前被戴爾·萊西典獄長秘密關入鯊堡州立監獄，2018年被尋獲並安置在嚴加看管區域，沈默寡言，似乎遺忘了自己的姓名，外表與27年前相比毫無變化。指定亨利為他提供法律上的協助。具有讓觸摸他或是他所在的環境發生邪惡事件的能力，因此造成獄友全身被癌細胞侵蝕、城堡岩火山爆發、札萊夫斯基的監獄屠殺、精神病院大火以及潘格彭的意外身亡。真實身份為平行世界的另一位亨利·迪佛，為露絲與馬修的親生骨肉，為一名頗具盛名的阿茲海默症研究者，因馬修的自殺回到城堡岩，並在自家找到了另一個世界的幼年亨利，在幫助幼年亨利回到自己的世界時一同被捲入其時空，在樹林遊蕩幾天後被萊西典獄長尋獲並關入鯊堡監獄。在告知莫莉真相後企圖說服亨利，但被不信任他的亨利重新關進鯊堡監獄中。
比爾·史柯斯嘉在《牠》以及《牠：第二章》飾演牠／跳舞小丑潘尼懷斯。而《末日逼近》中有一同名角色「The Kid」，未知是否為同一人。
- 梅蘭妮·林斯基 飾演 莫莉·史川德（Molly Strand）

卡西蒂·麥克林西 飾演 幼年莫莉·史川德
莫莉·史川德房地產公司的老闆，為亨利兒時的鄰居。由於具有心靈感應以及共情等閃靈能力，必須仰賴非法物質過活。一年後仍繼續做不動產經紀人的工作，並去探望祖母
平行世界的莫莉為一名市議會成員，為幫助穿越過來幼年亨利意外被札萊夫斯基的子彈打死。
「莫莉（Molly）」是史蒂芬·金愛犬的名字。年輕的莫莉是雷蒙斯合唱團的歌迷，該樂團為《禁入墳場》提供了主題曲。此外，莫莉提到她住在一名連環殺手自殺身亡的房子裡，該連環殺手為《死亡禁地》的法蘭克·多德。
- 西西·史派克 飾演 露絲·迪佛（Ruth Deaver）

莎勒·費斯克 飾演 中年露絲·迪佛
退休大學教授，馬修的妻子，亨利·迪佛患有癡呆症的養母。過著亨利無法認同的生活，就算被恐怖籠罩也不願離開城堡岩。由於她的症狀，她不斷經歷人生中的各個重要時期，因此會在所到之處擺放西洋棋來確定她處於現在。一年後因病逝世，與潘格彭合葬。
平行世界的露絲在亨利（「少年」）幼年時離開馬修，並與潘格彭在薩拉索塔同居。
西西·史派克在《魔女嘉莉》飾演嘉莉·懷特。而「露絲」（Ruth）是史蒂芬·金母親的名字。飾演年輕時期露絲的莎勒·費斯克是西西·史派克的女兒
- 珍·莉薇 飾演 黛安·「潔姬」·托倫斯（Diane “Jackie” Torrance）

一名有志的作家，計程車司機，同時也是莫莉·史川德房地產公司的員工。知道城堡岩歷史有關的大量知識。為傑克·托倫斯的姪女，刻意把名字「黛安」改成與叔叔相似的「潔姬」以報復家人。一年後正在寫作托倫斯家族的家族史，並打算在接下來的半個月前往全景飯店完成這本書。
其姓名與《鬼店》主角傑克·托倫斯相似，本名「黛安」（Diane）可能命名自《鬼店》與史丹利·庫柏力克的共同編劇黛安·強森（Diane Johnson）。而根據潔姬描述傑克使用的凶器是斧頭而非大鐵鎚，可推論本劇與庫柏力克所拍攝的電影版《鬼店》發生於同一時空。無獨有偶，她在從高登手上救出亨利前使用的凶器就是斧頭。

#### 第二季
- 麗茲·凱普蘭 飾演 安妮·維克斯（Annie Wilkes）

露比·克魯茲 飾演 少女時期的安妮·維克斯
一名被困在城堡岩，與自身心理健康問題奮鬥的護士，實為一名精神病患，被FBI列為「極度危險」的謀殺通緝犯。她自小開始患有精神疾病，對明確的善惡二分有著病態的堅持。因失讀症的關係無法閱讀，因此父親為她請了家教麗塔來讓她克服失讀症，因而愛上文學作品。後來因母親發現父親與麗塔偷吃而自殺，而自身也無法接受麗塔與父親在一起的現實而一怒之下將父親推下樓梯而誤殺了他，之後刺殺麗塔並奪走了她的女兒伊凡潔琳。原先企圖來到湖邊把伊凡潔琳連同自己一起淹死，但後來改變主意，主動成為她的母親並將其改名為喬伊，開始了逐精神病藥物而居的逃亡生活。
安妮·維克斯是《戰慄遊戲》的女主角兼反派，凱西·貝茲在電影版《戰慄遊戲》飾演安妮一角。
- 艾希·費雪 飾演 喬伊·維克斯（Joy Wilkes）

安妮在家自學的女兒，對母親的心智狀態產生了疑問。實際上她是安妮的父親與安妮的家教麗塔所生下的女兒，為安妮的異母妹妹。
- 提姆·羅賓斯 飾演 雷吉納·「老爹」·梅里爾（Reginald "Pop" Merrill）

梅里爾犯罪家族因癌症垂死的領袖。年輕時在索馬利亞執行美軍機密任務誤殺了阿卜迪與娜迪亞的母親，心懷愧疚下領養了兩兄妹。
雷吉納·梅里爾是《午夜四點》中〈太陽狗〉的其中一名登場角色。提姆·羅賓斯則是在《刺激1995》演出主角安迪·杜佛蘭。
- 保羅·斯帕克斯 飾演 約翰·「艾斯」·梅里爾（John "Ace" Merrill）

老爹的侄子，決定承接家族事業。在威脅安妮不成反被她用冰淇淋杓殺害後神秘復活。
約翰·「艾斯」·梅里爾《總要找到你》的青少年幫派領袖，並在《必需品專賣店》中為次要反派，於電影《站在我這邊》由基佛·蘇德蘭飾演。
- 尤蘇拉·瓦莎瑪 飾演 娜迪亞·歐瑪醫生（Dr. Nadia Omar）

一名來自哈佛大學的醫生，在耶路撒冷地的醫院工作。
- 巴克哈德·阿卜迪 飾演 阿卜迪·歐瑪（Abdi Omar）

娜迪亞嚴厲的哥哥，負責建立起一個索馬利亞社區中心。
- 馬修·艾倫（英语：Matthew Alan） 飾演 克里斯·梅里爾（Chris Merrill）

艾斯的兄弟，他陷入維持梅里爾犯罪家族和索馬利亞社區間和平的爭戰中。

### 常設角色

#### 第一季
- 諾爾·費雪 飾演 丹尼斯·札萊夫斯基（Dennis Zalewski）

鯊堡州立監獄的一名獄警，與懷孕的妻子即將迎來第一胎。在鯊堡監獄持槍殺害數名獄警後遭射殺身亡。
平行世界的中札萊夫斯基是警局的隊長。
- 安·庫薩克（英语：Ann Cusack） 飾演 泰瑞莎·波特（Theresa Porter）

接替戴爾·萊西、當前鯊堡州立監獄的典獄長。後來相信萊西的想法，認定「少年」是惡魔，接著走到馬路上被貨車輾斃。
安·庫薩克在影集《賓士先生》中飾演奧莉薇亞·崔洛尼。
- 克里斯·科伊（英语：Chris Coy） 飾演 博伊德（Boyd）

鯊堡州立監獄的一名獄警。
- 史考特·葛倫 飾演 亞倫·潘格彭（Alan Pangborn）

傑佛瑞·皮爾斯 飾演 中年亞倫·潘格彭
已經退休、具有厭世情緒的城堡岩小鎮前警長，曾與城堡岩小鎮的邪惡事物交手，與亨利有特殊關係。其妻波麗因未知原因亡故，後與露絲相愛。聽聞迪佛家傳出槍響後回到城堡岩與露絲同居。為治療露絲暫時出鎮，回到迪佛家發現滿身血跡的「少年」與一片狼籍的現場後尋找露絲的下落，被持槍自衛的露絲誤認成「少年」而遭其射殺身亡。
平行世界的潘格彭與露絲在薩拉索塔同居。
亞倫·潘格彭是《必需品專賣店》的主角，也在《黑暗之半》登場，艾德·哈里斯曾在電影《勾魂遊戲》扮演此角。
- 特瑞·歐奎恩（英语：Terry O'Quinn） 飾演 戴爾·萊西（Dale Lacy）

鯊堡州立監獄的前典獄長，有一段複雜過往，其職涯中握有許多不可告人的秘密。在他作為典獄長的最後一天，他開車墜崖自殺身亡。
其自殺前聽的音樂是莫札特歌劇《費加洛的婚禮》，也是《刺激1995》主角安迪·杜佛蘭在典獄長辦公室所聽的音樂。
- 法蘭西絲·康諾 飾演 瑪莎·萊西（Martha Lacy）

戴爾·萊西的妻子。
法蘭西絲·康諾在影集《迷霧》中飾演娜塔莉·瑞雯。
- 喬許·庫克 飾演 李維斯（Reeves）

鯊堡州立監獄的副監獄長。
- 查理·特翰 飾演 迪恩·梅里爾（Dean Merrill）

當地的青少年藥販。
- 亞當·羅森博格 飾演 馬修·迪佛（Matthew Deaver）

他是城堡岩小鎮當地教堂的前牧師和亨利的養父，因背部受傷導致三天後死亡。
平行世界的馬修以本劇時空萊西典獄長自殺的方式自殺死亡。
- 查爾斯·瓊斯（英语：CJ Jones） 飾演 奧丁·布蘭奇（Odin Branch）

馬修·迪佛的老朋友，擁有生物聲學和心理聲學的高級學位。
- 羅伊·克金 飾演 威利（Willie）

奧丁·布蘭奇的同伴、手語翻譯和信徒。
- 裘森·賈布斯（英语：Chosen Jacobs） 飾演 溫德爾·迪佛（Wendell Deaver）

亨利·迪佛的兒子。
裘森·賈布斯在《牠》以及《牠：第二章》飾演麥克·韓洛。
- 艾莉森·托爾曼（英语：Allison Tolman） 飾演 布莉姬（Bridget）

莫莉·史川德的妹妹
平行世界的布莉姬並非成功人士，反而跟平行時空的莫莉一樣是一名房地產經紀人。

### 客串角色

#### 第一季
第1集：隔離區
- 菲利斯·薩莫維爾（英语：Phyllis Somerville） 飾演 莉安·錢伯斯（Leanne Chambers）

亨利·迪佛的客戶，因謀殺她的丈夫理查·錢伯斯而被判處死刑。
其被死刑後復活的情景是對《綠色奇蹟》的致敬。其夫理查·錢伯斯是《總要找到你》角色克里斯·錢伯斯的哥哥。
- 弗蘭克·L·里德利（英语：Frank L. Ridley） 飾演 賈斯特頓（Chesterton）

鯊堡州立監獄的一名獄警隊長。
第2集：人身保護令
- 阿隆·斯塔登 飾演 牧師

- 博昂內·戴維斯（英语：Brionne Davis） 飾演 蓋瑞·科恩（Garrett Coyne）

- 奧黛麗·摩爾（英语：Audrey Moore (actress)）

第3集：《地方特色》
- 拉塞爾·波斯納 飾演 德瑞克（Derek）

青年藥販。
- 波克·摩西（英语：Burke Moses） 飾演 主持人

城堡岩小鎮公共電視臺WebV的節目《地方特色》主持人。
- 馬克·澤斯勒

第4集：箱子
- 馬克·哈雷利克 飾演 高登（Gordon）

一名來自愛荷華州狄蒙因的歷史老師，計劃搬來城堡岩而在莫莉的帶領下參觀萊西宅邸。在買下萊西宅邸後將其改建為謀殺主題民宿，之後失手殺害兩名住客。在亨利闖入民宿後攻擊亨利，將其從車子拖出來準備持刀殺害時被潔姬用斧頭砍死。
- 蘿倫·鮑爾斯（英语：Lauren Bowles） 飾演 莉莉絲（Lilith）

高登的妻子，考慮買下萊西宅邸的未來地主。在目擊高登殺人後行跡變得古怪，在亨利闖入民宿時持刀攻擊他結果被他掙脫，手上的刀子意外刺中自己的頸動脈而失血過多死亡。
- 大衛·塞爾比（英语：David Selby） 飾演 約瑟夫·德賈丹（Josef Desjardins）

一名理髮師，為對亨利·迪佛失蹤一案的嫌疑犯文斯·德賈丹的兄弟。
其兄文斯·德賈丹為小說《總要找到你》的青少年幫派成員，於電影《站在我這邊》由傑森·奧利佛飾演。此外，兩兄弟的姓氏與《魔女嘉莉》中的體育老師麗塔·德賈丹相同。
第5集：收穫
- 李察·席夫 飾演 波特典獄長的上級

- 查布萊娜·格瓦拉（英语：Zabryna Guevara） 飾演 馬雷（Maret）

- 詹姆斯·勒格羅（英语：James LeGros） 飾演 城堡岩現任警長

- 佩塔·賽金特（英语：Peta Sergeant） 飾演 安琪拉（Angela）

- 阿曼達·布魯克斯（英语：Amanda Brooks） 飾演 心理醫生

- 羅瑞·庫爾金（英语：Rory Culkin）

第8集：過去完成式
- 潔恩·亞特金森（英语：Jayne Atkinson） 飾演 妲莉亞·瑞斯

一名州警，在潘格彭的死亡被報案後詢問亨利。她的女兒戴娜與亨利是高中同學，在當時為該校的家長教師會服務。
- 羅德林哥·羅培斯提（英语：Rodrigo Lopresti） 飾演 民宿住客

在高登的民宿留宿的旅客，與妻子一同被高登殺害。

## 劇集

### 總覽
| 季數 | 集数 | 集数 | 首播日期       | 首播日期       |
| 季數 | 集数 | 集数 | 首映           | 季终           |
| ---- | ---- | ---- | -------------- | -------------- |
| 1    | 10   | 10   | 2018年7月25日  | 2018年9月12日  |
| 2    | 10   | 10   | 2019年10月23日 | 2019年12月11日 |

### 第一季（2018年）
| 總集數 | 集數 （季） | 標題          | 譯名         | 導演               | 編劇                       | 首播日期      |
| --- | ----------- | ------------- | ------------ | ------------------ | -------------------------- | ------------- |
| 1 | 1           | Severance     | 隔離區       | 麥可·烏彭達爾      | 山姆·蕭＆達斯汀·托馬森     | 2018年7月25日 |
| 1991年時的緬因州城堡岩鎮，亞倫·潘格彭警長在結冰的湖上找到失蹤11天的兒童亨利·迪佛。2018年，戴爾·萊西在他作為鯊堡州立監獄典獄長的最後一天自殺。他的繼任者泰瑞莎·波特為維持囚犯人數而擬定重啟放棄已久的牢房區域的計劃。獄卒丹尼斯·札萊夫斯基在清點床數時在地下區域找到一名被關起來的少年，其在被釋放時呢喃著亨利的名字。波特拒絕讓現為死刑律師的亨利牽涉其中，但札萊夫斯基以匿名電話告知亨利。亨利在回到城堡岩與潘格彭及他罹患老年癡呆症的母親露絲後試圖從波特那邊打聽到更多有關少年的消息卻遭其阻礙。在此同時，札萊夫斯基發現少年逃脫並屠殺了數名囚犯。在閃回畫面中，揭曉亨利的父親在他失蹤時間附近就被人發現死亡，在另一段閃回畫面中萊西告訴少年當時候到的時候要請求亨利協助。 |             |               |              |                    |                            |               |
| 2 | 2           | Habeas Corpus | 人身保護令   | 麥可·烏彭達爾      | 山姆·蕭＆達斯汀·托馬森     | 2018年7月25日 |
| 亨利試圖從前典獄長戴爾·萊西的遺孀處更詳細了解鯊堡州立監獄的情況，但是她指責亨利謀殺了他的養父。獄警扎萊夫斯基從攝像頭監視器中目睹神秘「少年」的屠殺了眾多獄警，等他急忙衝出去救援時發現剛剛看到的只是自己的幻覺。亞倫·潘格彭在酒吧遇到典獄長波特，並告訴她萊西留給自己的信息。萊西在信中表示，確信「少年」是惡魔化身，於是依據上帝的意願把他鎖在了監獄廢棄的地下。波特聽從副典獄長李維斯的建議，將神秘少年與重刑犯關在一起，轉天卻發現兇狠的獄友死於癌症。 |             |               |              |                    |                            |               |
| 3 | 3           | Local Color   | 《地方特色》 | 丹·阿提亞斯        | 吉娜·威爾奇                | 2018年7月25日 |
| 本集以閃回畫面幼年莫莉·史川德偷偷溜進迪佛家開場，馬修·迪佛因尋找失蹤的兒子亨利而受傷躺在床上，莫莉拔掉了他喉嚨上的呼吸管，看著馬修死去。莫莉目前在做房屋銷售工作。亨利因此來找她幫忙賣掉母親的房子，但是她的共情能力擾亂了與亨利交流的思路。亨利倍感冷落而離開。接下來的閃回情景中，幼年的莫莉告訴亨利自己能感知到他的想法和感受。獄警扎萊夫斯基告訴亨利他確信前典獄長戴爾·萊西與神秘「少年」的事情有關。莫莉為了買到必須服用的藥物找到一個叫德瑞克的孩子，他在和一群孩子玩模擬法庭。正當她與德瑞克討價還價時，警察到來抓捕了他們。亨利將莫莉保釋出來，莫莉表示自己原本需要參加當地電視台一檔節目《地方特色》的錄製，亨利將她送到了直播現場。在直播中莫莉突然提到鯊堡州立監獄不應該非法將一個孩子拘禁。亨利對她居然知道這個他並沒有告訴她的消息感到震驚。亨利再次聯繫監獄，典獄長波特承認了神秘少年的存在。亨利要求與少年見面。莫莉回到家發現滿屋狼藉，她拿起一把刀搜查房間，看到疑似纏著繃帶的牧師馬修·迪佛向她佈道。莫莉慌張地躲起來之後，所有的幻想畫面都消失了。 |             |               |              |                    |                            |               |
| 4 | 4           | The Box       | 箱子         | 麥可·烏彭達爾      | 史考特·布朗                | 2018年8月1日  |
| 亨利想起了在他失蹤時的閃回畫面，他搜尋舊報紙並前往他的案件的嫌疑犯家中，他找到了在他失蹤時就住在該地的老人約瑟夫·德賈丹，德賈丹認出他並給了他失蹤案的案件資料，聲稱他在檔案要被丟棄時因好奇警方對他的描述而保留了它。同時，亨利父親的棺材在移往新墓地前到達了教會。亨利決定接受鯊堡監獄給的條件並不前往聽證會，宣稱他想回家。札萊夫斯基在獄中觸碰了少年的手，使得他的心情變得極差。當亨利告知札萊夫斯基他即將接受協商，他變得暴怒，舉槍並殺害所有他看過虐待囚犯們的獄警以及工作人員，最終他在在亨利面前遭到另外一名獄警射殺身亡。 |             |               |              |                    |                            |               |
| 5 | 5           | Harvest       | 收穫         | 安德魯·伯恩斯坦    | 莉拉·拜克                  | 2018年8月8日  |
| 亨利父親的棺材在遷移至新的墓地前來到了教會，神父告訴亨利有奇怪的事情發生，亨利父親的屍體應該是被煮熟(在稀有案例中棺材會變得對屍體來說是個烤箱)的狀況下棺材少年在滴水，而因為他的父親死了非常久而不可能會發生。城堡岩附近遭到野火肆虐，鯊堡監獄將少年釋放，而亨利將其安置在莫莉辦公室樓上的房間。少年偷溜進一個家庭的慶生晚餐，似乎使得這場餐會以暴力結束。潔姬找到少年並跟他出門晃蕩。潘格彭在橋樑命名典禮上得到以其名命名橋樑的殊榮，在典禮過程中露絲因遭狗吠而跳下橋，之後潘格彭與亨利在醫院陪她說話。潘格彭在森林中發現少年，陳述少年自1991年毫無衰老跡象，而少年則提議要幫助露絲。 |             |               |              |                    |                            |               |
| 6 | 6           | Filter        | 過濾器       | 凱文·胡克斯        | 維尼·威廉＆馬克·伯納丁     | 2018年8月15日 |
| 本集開頭為亨利養父馬修·迪佛的第二次葬禮，亨利開始聽到他幼時也經歷過的耳鳴。少年告訴潘格彭為了拯救露絲的記憶，他必須找到萊西典獄長的舊車。亨利帶著少年來到杜松山精神病院。亨利之子溫德爾前來探訪，露絲向其描述她如何使用西洋棋子來幫助她的記憶。亨利為與茉莉商量有關他父親的閃回畫面而前往莫莉家，而莫莉坦承是她殺害了他的父親。亨利前往他父親在他兒時進去的同一片樹林，並發現兩位露營者：聾子奧丁以及他的口譯員威利。奧丁宣稱亨利所聽到的耳鳴聲是一種蝸音，而這被亨利的父親認為是上帝之聲。他誘使亨利進入他們露營車裏的隔音密室中，使得亨利開始產生父親的幻覺。少年藉由縱火逃出杜松山，潘格彭在前院找到雙手滿是鮮血的少年便衝進屋內試圖尋找露絲。 |             |               |              |                    |                            |               |
| 7 | 7           | The Queen     | 女王         | 格雷格·雅塔尼斯    | 山姆·蕭                    | 2018年8月22日 |
| 本集起始於露絲躲藏在儲藏室中，之後接續著前數集的畫面。時間軸不斷的在過去與現在穿梭，細數著露絲過去的生活以及孩提時代的亨利並以露絲視角呈現前幾集的事件，而現在，少年神秘地入侵了露絲家。露絲回想起馬修·迪佛首次聽見「上帝之聲」的時候以及她與亞倫·潘格彭間的關係。在上集時間點，溫德爾將露絲的癡呆症以AR遊戲解讀，稱露絲為一名必須打敗她的夢魘——以少年外型現身的馬修·迪佛——的「時間行者」。回到現今，露絲為保護溫德爾而將他送走，少年則為露絲做晚餐並告訴她要服用鎮定劑。作為回應，露絲請少年幫她放洗澡水以支開他，也沒有吃藥，並衝上二樓去找左輪手槍。起先她不記得子彈在哪，她的記憶引領她找到公事包中的子彈。回到本集開頭，露絲握著上膛的左輪手槍躲在儲藏室內，準備在少年經過時射殺他。然而，她意外在亞倫·潘格彭經過時開火將其射殺。 |             |               |              |                    |                            |               |
| 8 | 8           | Past Perfect  | 過去完成式   | 安娜·莉莉·阿米普尔 | 馬克·拉弗蒂                | 2018年8月29日 |
| 買下萊西宅邸的高登與莉莉絲將宅邸變成了一間謀殺主題民宿。高登由於無法忘記莉莉絲的外遇而殺害了一對各自外遇的民宿住客。當晚同時，莫莉與亨利的「連結」將其引領向樹林，從奧丁的旅行車中救出亨利，但兩人沒看到奧丁被殺害後遭棄置在附近的屍體。當少年告訴亨利露絲槍殺了潘格彭，並告知亨利他已經等待他27年時，溫德爾打電話報警，而少年因成為殺害潘格彭的嫌疑犯而逃離。亨利闖入萊西宅邸並找到萊西所繪製，27年來容貌未曾改變的少年肖像，高登與莉莉絲發現了他，因為害怕兩人謀殺住客的秘密暴露試圖殺害亨利。莉莉絲在白刃戰時意外砍中自己的頸靜脈而死，而潔姬則在此時抵達並用斧頭砍進高登的頭蓋骨以拯救亨利。少年造訪莫莉家以他看見莫莉死在樹林做為開頭娓娓道來自己的經歷。 |             |               |              |                    |                            |               |
| 9 | 9           | Henry Deaver  | 亨利·迪佛    | 朱莉·安妮·羅賓遜   | 維尼·威廉＆史考特·布朗     | 2018年9月5日  |
| 本集揭曉少年的真實身份是另一時間軸的亨利，而不同平行世界在城堡岩彼此相接，尤其是在距城堡湖半英哩的樹林中。亨利·迪佛(少年)是露絲與馬修牧師的親生骨肉，而露絲在1991年離開了她充滿麻煩的丈夫，並帶著孩子逃往波士頓。馬修並沒有被12歲的莫莉殺害，反而找到了本劇主時間軸的被領養的幼年黑人亨利。2018年，馬修自殺使得成年後的白人亨利回到城堡岩，並在地下室的籠子裡找到幼年黑人亨利。白人亨利與莫莉向黑人亨利交談，其堅持有個聲音呼喚他前往樹林，而莫莉觸摸他的手時，看到了主時間軸的亨利的過去。莫莉與白人亨利帶著黑人亨利來到城堡湖附近的樹林，看見了許多平行世界的人們，莫莉意外被札萊夫斯基的子彈打死，黑人亨利回到了自己的世界，而白人亨利跟著他穿越到了他的時空，變成了前面集數的少年。少年向主時間軸2018的年莫莉解釋完了自己的故事。 |             |               |              |                    |                            |               |
| 10 | 10          | Romans        | 羅馬書       | 妮可·卡塞爾        | 達斯汀·托馬森＆馬克·拉弗蒂 | 2018年9月12日 |
| 莫莉告訴亨利少年告訴她有關相接的平行世界的事情，而亨利與少年因為就連的的死亡事件遭到警方逮捕。在獄中，少年告訴亨利因為他在這個時空是不正常的存在，所以壞事總是跟著他，而他們必須在增強平行時空彼此連接的蝸音消退之前趕往城堡湖附近的樹林。更多怪奇死亡事件發生，使得一些鯊堡監獄囚犯開始屠殺城堡岩監獄的警員跟平民。少年與亨利在迷惑中逃離，而少年用槍指著亨利，脅迫他去城堡湖。亨利回想起他與馬修在1991年時的經歷——亨利因為馬修企圖殺害露絲而將馬修推下懸崖。亨利之後反過來制服少年。一年後，2019年到聖誕節，亨利在城堡岩當律師並住在自己孩提時的老家，享受溫德爾的前來探訪。莫莉在佛羅里達礁島群成為了一名成功的房地產仲介。片尾畫面中，潔姬·托倫斯向一名朋友提到她不久將前往西部去調查她家人在全景飯店發生的斧頭謀殺案。 |             |               |              |                    |                            |               |

### 第二季（2019年）
| 總集數 | 集數 （季） | 標題                        | 導演                 | 編劇                                     | 首播日期       |
| --- | ----------- | --------------------------- | -------------------- | ---------------------------------------- | -------------- |
| 11 | 1           | 任河流淌 Let the River Run  | 格雷格·雅泰納斯      | 達斯汀·托馬森                            | 2019年10月23日 |
| 護士安妮帶著女兒喬伊四處漂泊，一起意外讓母女倆不得不滯留城堡岩。 |             |                             |                      |                                          |                |
| 12 | 2           | 新耶路撒冷 New Jerusalem    | 菲爾·亞布拉罕        | 凱南·瓦薩梅                              | 2019年10月23日 |
| 梅里爾老爹帶人找尋不見蹤影的外甥「艾斯」，試圖弄清前一天到底發生了什麽。 |             |                             |                      |                                          |                |
| 13 | 3           | 羈絆 Ties that Bind         | 安妮·塞維茨基        | 斯科特·布朗 & 奧貝希·詹妮絲（Obehi Janice）          | 2019年10月23日 |
| 安妮所見令其驚慌失措，一直以來對女兒喬伊的教導更是讓他自嘗苦果。 |             |                             |                      |                                          |                |
| 14 | 4           | 重拾希望 Restore Hope       | 菲爾·亞布拉罕        | 蓋伊·比尤西克（Guy Busick）& R·克里斯托弗·墨菲（R. Christopher Murphy） | 2019年10月30日 |
| 陰差陽錯之下，娜迪婭發現關於自己與家庭的黑歷史。與此同時，小鎮居民對四下漫溢的不詳氣息毫無知覺。 |             |                             |                      |                                          |                |
| 15 | 5           | 歡笑之地 The Laughing Place | 安妮·塞維茨基        | 文斯·卡蘭德拉（Vince Calandra）& 達麗婭·波拉廷（Daria Polatin）     | 2019年11月6日  |
| 1994年的加利福尼亞州貝克斯菲爾德，小小安妮因故休學接受家庭授課。懷著作家夢的父親卡爾醉心書寫《暴戾天使（The Ravening Angel）》，頭號粉絲小安妮則在備考普通教育發展證書的同時，一字一句地幫爹爹把書稿敲進電腦。 |             |                             |                      |                                          |                |
| 16 | 6           | 母親 The Mother             | 馬克·唐代拉伊-霍奇斯 | 達麗婭·波拉廷 & 文斯·卡蘭德拉            | 2019年11月13日 |
| 一位舊相識追隨喬伊的電話來到城堡岩，慌不擇路的安妮必須想方設法保住自己的女兒。 |             |                             |                      |                                          |                |
| 17 | 7           | 道 The Word                 | 洛尼·佩里斯蒂爾      | 蓋伊·比尤西克 & R·克里斯托弗·墨菲        | 2019年11月20日 |
| 四百年前的耶路撒冷地顆粒無收、餓殍遍野，慘遭放逐的阿米蒂·蘭貝爾和奧古斯坦神父幸得守護此地的天使相助。祂妙手回春讓饑寒交迫的法國殖民者們吃飽穿暖過上了豐衣足食的好日子，並追隨阿米蒂對其深信不疑。              |             |                             |                      |                                          |                |
| 18 | 8           | 髒 Dirty                    | 克雷格·威廉·麥克尼爾 | 邁克爾·奧爾森（Michael Olsen）& K·科琳·范弗利特（K. Corrine Van Vliet）   | 2019年11月27日 |
| 安妮逐漸看清周遭事物的本質，試圖帶著喬伊逃離這是非之地。娜迪婭把克里斯拉到醫院，卻發現那兒也是空蕩蕩的。 |             |                             |                      |                                          |                |
| 19 | 9           | 買者自慎 Caveat Emptor      | 格雷格·雅泰納斯      | 斯科特·布朗                              | 2019年12月4日  |
| 梅里爾老爹帶領幸存者武裝駐守自己的大舊貨鋪子，他們必須想方設法沖出艾斯與村民的層層圍困。 |             |                             |                      |                                          |                |
| 20 | 10          | 净 Clean                    | 麗莎·布呂爾曼（Lisa Brühlmann）    | 達斯汀·托馬森 & 邁克爾·奧爾森            | 2019年12月11日 |
| 幸存者逃出舊貨鋪子後兵分兩路，試圖救出喬伊並摧毀神像喚醒衆人。經此一役，安妮帶著喬伊繼續北上，在一戶湖畔人家中做起了護工，不曾想愛女仍在畫著驚悚肖像還看起了法語電影，暗地裏更是背著她聯絡一名神秘男性……       |             |                             |                      |                                          |                |

## 製作

### 開發

預告片片頭標題畫面。

2017年2月17日，基於史蒂芬·金的相關系列小說，Hulu、J·J·亞伯拉罕和史蒂芬·金聯合宣佈啟動名為《城堡岩》電視劇製作計劃。後續報道稱編劇包括山姆·肖和達斯汀·托馬森，製作由華納兄弟電視公司和J·J·艾布拉姆斯的坏机器人制片公司完成。四天後，Hulu宣佈預訂本劇首季共有10集，執行製作人包括J·J·亞伯拉罕、史蒂芬·金、山姆·蕭和達斯汀·托馬森、班·史蒂芬森和莉茲·格洛澤。2017年7月12日，麥可·烏彭達爾以聯合製作人身份加入劇組并執導首播集。
2018年8月14日，Hulu確定本劇預訂第二季。2019年8月29日，Hulu宣佈劇集第二季將於2019年10月23日開播。
2020年11月3日，Hulu宣佈取消製作第三季。

### 選角
2017年5月11日，安德烈·荷蘭被確定為領銜主演。2017年6月，珍·莉薇、西西·史派克和梅蘭妮·林斯基加入主演陣容。2017年7月10日，比爾·史柯斯嘉成為本劇主要演員。2017年8月，史考特·葛倫和特瑞·歐奎恩被選中飾演劇中的常規角色。2018年3月1日，裘森·賈布斯確定飾演溫德爾·迪佛，安德烈·荷蘭劇中角色的兒子。2018年6月8日，在ATX電視節上，艾莉森·托爾曼確定出演梅蘭妮·林斯基劇中角色莫莉·史川德的妹妹。五天後，報道稱諾爾·費雪加入劇組飾演常規角色。
2019年3月，麗茲·凱普蘭、艾希·費雪、提姆·羅賓斯、蓋瑞特·荷德倫、尤蘇拉·瓦莎瑪、巴克哈德·阿卜迪和馬修·艾倫確認主演第二季。

### 拍攝
《城堡岩》第一季的主體拍攝主要在麻薩諸塞州的奧蘭治 (麻薩諸塞州)和丹弗斯。2017年8月，劇集在奧蘭治和丹弗斯開始拍攝，預計將在2018年1月完成。此外攝製組還在麻省伍斯特的弗農高中和蘭開斯特 (麻薩諸塞州)的維多利亞式房屋取景。8月21日，劇組回到奧蘭治開拍第二集。
自2017年9月4日至月底，劇組在西弗吉尼亞州芒茲維爾的前州立監獄拍攝了鯊堡州立監獄的場景。9月下旬，劇集在麻省圖克斯伯里 (麻薩諸塞州)拍攝。10月，劇集在奧蘭治的中央公墓拍攝了葬禮場景。11月，市中心拍攝區域為接下來的拍攝做了更加現代化的改造。11月21日，劇集在位於伍斯特的商業大廈拍攝。12月18日，季終集開始拍攝。至2018年1月份，所有在奧蘭治的拍攝工作均已完成，製作組向該鎮捐贈了3500美元。

## 迴響

### 評價
本劇受到劇評人的好評。第一季在爛番茄網站上獲得了85%的新鮮度，7.55/10分（65位劇評人）。該網站的關鍵共識寫道：「《城堡岩》是一個富有典故精心製作的神秘故事，相信它會取悅最為挑剔的史蒂芬·金的粉絲。」Metacritic上獲得了一般好評，66/100分（35位劇評人）。第二季在爛番茄網站上獲得了90%的新鮮度，8.05/10分（16位劇評人）。第二季在Metacritic上獲得了一般好評，74/100分（4位劇評人）。
| 第一季（2018年）：烂番茄追踪到的所有评论家的评论中，正面评论占比 |                                                                                  |
|                                                                  | 由于技术原因，此旧版图表已停用，並須迁移至新版图表。造成您的不便，我們深表歉意。 |

### 獎項
| 年度 | 獎項           | 類別               | 入圍者                                                                                           | 結果 | 來源          |
| ---- | -------------- | ------------------ | ------------------------------------------------------------------------------------------------ | ---- | ------------- |
| 2018 | 人民選擇獎     | 最佳劇情類電視劇   | 《城堡岩》                                                                                       | 提名 | [ 40 ] [ 41 ] |
| 2019 | 第23屆衛星獎   | 最佳類型電視劇     | 《城堡岩》                                                                                       | 提名 | [ 42 ]        |
| 2019 | 美國編劇工會獎 | 最佳電視劇原創劇本 | 馬克·伯納丁、史考特·布朗、莉拉·拜克、馬克·拉弗蒂、山姆·肖、達斯汀·托馬森、吉娜·威爾奇和維尼·威廉 | 獲獎 | [ 43 ]        |

## 資料來源
1. 1 2  Chavez, Danette. . 影音俱樂部. 2017-02-21  [2018-06-26]. （原始内容存档于2017-08-19） （美国英语）.
2. 1 2 3 4 5  Li, Shirley. . Entertainment Weekly. 2018-05-24  [2018-06-19]. （原始内容存档于2020-11-09） （美国英语）.
3. 1 2 3  . The Futon Critic.   [2019年10月4日] （美国英语）.
4. 1 2  Gelman, Vlada. . TV Line. 2019-08-29  [2019-08-29]. （原始内容存档于2019-08-30） （美国英语）.
5. ↑  . Hulu Press Site.   [2019年10月23日]. （原始内容存档于2019-08-26） （美国英语）.
6. ↑  . Writers Guild of America.   [2019年10月23日]. （原始内容存档于2019-10-23） （美国英语）.
7. ↑  Travers, Ben. . IndieWire. 2019年5月2日  [2019年10月4日]. （原始内容存档于2019-10-19） （美国英语）.
8. ↑  Andreeva, Nellie. . Deadline. 2017-02-18  [2018-06-26]. （原始内容存档于2017-02-22） （美国英语）.
9. ↑  Andreeva, Nellie. . Deadline. 2017-02-21  [2018-06-26]. （原始内容存档于2017-02-22） （美国英语）.
10. ↑  Andreeva, Nellie. . Deadline. 2017-07-12  [2018-06-19]. （原始内容存档于2020-11-09） （美国英语）.
11. ↑  Chmielewski, Dawn C. . Deadline Hollywood. 2018-08-14  [2018-08-17]. （原始内容存档于2018-08-14） （美国英语）.
12. ↑  Mitovich, Matt Webb. . TVLine. 2020-11-03  [2020-11-03]. （原始内容存档于2020-11-03） （美国英语）.
13. ↑  Andreeva, Nellie. . Deadline. 2017-05-11  [2018-06-26]. （原始内容存档于2020-11-12） （美国英语）.
14. ↑  Andreeva, Nellie. . Deadline. 2017-06-26  [2018-06-26]. （原始内容存档于2020-11-12） （美国英语）.
15. ↑  Andreeva, Nellie. . Deadline. 2017-06-28  [2018-06-26]. （原始内容存档于2020-11-12） （美国英语）.
16. ↑  Petski, Denise. . Deadline. 2017-07-10  [2018-06-26]. （原始内容存档于2020-11-09） （美国英语）.
17. ↑  Ramos, Dino-Ray. . Deadline. 2017-08-15  [2018-06-26]. （原始内容存档于2020-11-12） （美国英语）.
18. ↑  Andreeva, Nellie. . Deadline. 2017-08-29  [2018-06-26]. （原始内容存档于2020-11-11） （美国英语）.
19. ↑  Petski, Denise. . Deadline. 2018-03-01  [2018-06-26]. （原始内容存档于2020-11-09） （美国英语）.
20. ↑  N'Duka, Amanda. . Deadline. 2018-06-08  [2018-06-26]. （原始内容存档于2018-06-12） （美国英语）.
21. ↑  Petski, Denise. . Deadline. 2018-06-13  [2018-06-26]. （原始内容存档于2018-06-13） （美国英语）.
22. ↑  Andreeva, Nellie. . Deadline. 2019-03-20  [2019-03-22]. （原始内容存档于2019-03-31） （美国英语）.
23. ↑  Poli, Domenic. . Greenfield Recorder. 2017-06-19  [2018-08-17]. （原始内容存档于2018-03-06） （美国英语）.
24. ↑  Sobey, Rick. . Lowell Sun News. 2017-06-12  [2018-08-17]. （原始内容存档于2018-03-06） （美国英语）.
25. ↑  Poli, Domenic. . Greenfield Recorder. 2017-08-07  [2018-08-17]. （原始内容存档于2018-03-06） （美国英语）.
26. ↑  DeForge, Jeanette. . MASSLive. 2017-08-13  [2018-08-17]. （原始内容存档于2018-03-06） （美国英语）.
27. 1 2  Semon, Craig S. . Worcester Telegram. 2017-11-22  [2018-08-17]. （原始内容存档于2018-02-26） （美国英语）.
28. ↑  Poli, Domenic. . Greenfield Recorder. 2017-08-25  [2018-08-17]. （原始内容存档于2018-03-06） （美国英语）.
29. ↑  Olson, Alan. . The Intelligencer. 2017-09-29  [2018-08-17]. （原始内容存档于2018-03-06） （美国英语）.
30. ↑  Impink, Paige. . Tewksbury Town Crier. 2017-09-10  [2018-08-17]. （原始内容存档于2017-11-20） （美国英语）.
31. ↑  Poli, Domenic. . Greenfield Recorder. 2017-09-30  [2018-08-17]. （原始内容存档于2018-03-06） （美国英语）.
32. ↑  Poli, Domenic. . Greenfield Recorder. 2017-11-29  [2018-08-17]. （原始内容存档于2018-03-06） （美国英语）.
33. ↑  Poli, Domenic. . Greenfield Recorder. 2017-12-21  [2018-08-17]. （原始内容存档于2018-03-06） （美国英语）.
34. ↑  McLellan, David. . Greenfield Recorder. 2018-03-05  [2018-08-17]. （原始内容存档于2018-03-03） （美国英语）.
35. ↑  Masciadrelli, Mike. . WWLP. 2018-03-05  [2018-08-17]. （原始内容存档于2018-03-06） （美国英语）.
36. 1 2  . 爛番茄.   [2018-09-14]. （原始内容存档于2019-05-23） （美国英语）.
37. ↑  . Metacritic. CBS Interactive.   [2018-08-20]. （原始内容存档于2020-11-17） （美国英语）.
38. ↑  . 爛番茄.   [2019-10-24]. （原始内容存档于2020-08-19） （美国英语）.
39. ↑  . Metacritic. CBS Interactive.   [2019-10-24]. （原始内容存档于2020-06-03） （美国英语）.
40. ↑  Macke, Johnni. . E! News. 2018-09-05  [2018-09-14] （美国英语）.[]
41. ↑  Ramos, Dino-Ray. . Deadline Hollywood. 2018-09-05  [2018-09-18]. （原始内容存档于2018-09-06） （美国英语）.
42. ↑  . 國際記者協會. 2018-11-29  [2018-12-03]. （原始内容存档于2018-11-29） （美国英语）.
43. ↑  Hipes, Patrick. . Deadline Hollywood. 2018-12-06  [2018-12-10]. （原始内容存档于2019-03-28） （美国英语）.

## 外部連結
- 互联网电影数据库（IMDb）上《城堡岩》的资料（英文）
- 爛番茄上《城堡岩》的資料（英文）